# Henri Blowitz
Henri Georges Stephane Adolphe Opper de Blowitz (ur. 28 grudnia 1825 w Blovicach, zm. 18 stycznia 1903 w Paryżu) – francuski dziennikarz, pochodzenia austriackiego.
W trakcie swojej wieloletniej kariery dziennikarskiej pełnił m.in. funkcję szefa korespondentów dziennika The Times w Paryżu. Za jego najważniejsze osiągnięcie uważa się uzyskanie w 1878 tekstu Traktatu Berlińskiego i opublikowanie go w momencie, gdy dopiero był podpisywany na Kongresie berlińskim. W 1878 został Oficerem Legii Honorowej